# Digital 21 + Stefan Olsdal
Digital 21 + Stefan Olsdal — совместный музыкальный проект ветерана электронной музыки Мигеля Лопеза Мора (Digital 21) и Стефана Олсдала, сооснователя британской группы Placebo. Музыкальный стиль группы сочетает в себе электронную, классическую и экспериментальную музыку. Коллектив был образован в 2012, и на данный момент выпустил один студийный альбом Inside (2017). В ноябре 2021 года выходит 2-й альбом Complex (2021).

## История
По данным официальной биографии Мигеля, группа образовалась в конце 2012 года.
13 октября 2017 года выходит альбом Inside. В записи альбома принимали участие такие музыканты как: Маргрет Ран (Vök), Хелен Фенг (Nova Heart), Cuushe, Julienne Dessagne (Fantastic Twins). Так же в альбоме присутствует кавер на трек группы Moderate — Rusty Nails. В феврале 2018 года, в коллаборации с диджеем Тимо Маасом, выходит ремикс на трек Spaces.
Второй альбом Complex должен был выйти в 2020 году, но из-за глобальной пандемии коронавируса выход откладывали несколько раз. В новом альбоме ребята продолжают экспериментировать с кавер-версиями и 28 октября 2021 выпускают клип на песню Over (GusGus кавер).

## Участники
Мигель Лопез Мора — вокал, синтезатор, электрогитара, терменвокс
Стефан Олсдал — вокал, бас-гитара, синтезатор

## Дискография
Студийные альбомы
- Inside (2017)
- Complex (2021)

Мини-альбомы
- Rebellion EP (2015)

Синглы
- 2015: War,
- 2016: Spaces (String Quartet version)
- 2017: Who Are All Of You?, Spaces
- 2018: Rusty Nails, Spaces (remixes), Toi Et Moi, Symmetry, Spaces (Timo Maas & James Teej remix)
- 2019: High In The Sky
- 2020: High In The sky (Dave Clarke Remix), High In The Sky (James Teej Remix), Away
- 2021: The New Thing, The Trip, Bright, Sunlight, Over (GusGus cover), High In The Sky (Timo Maas Remix Remix), The Fire, Rebellion, Together

### Made For Humans
Мини-альбомы
- Open Forest EP (2020)

Синглы
- 2020: Open Forest, Liquid Moon, Sister Blue, You Star, Algebra of being, Macrocosm, Hope, Laws of nature, Undersea

## Факты о группе
- Первый концерт группы прошёл в Мадриде 11 апреля 2015 года[9].
- За время существования группы было написано много инструментальных композиций. Стефан и Мигель создали отдельный проект Made For Humans только для инструментальной музыки[10].